# Ashwick
Ashwick – wieś w Anglii, w hrabstwie Somerset, w dystrykcie (unitary authority) Somerset. Leży 25 km na południe od miasta Bristol i 169 km na zachód od Londynu. W 2001 miejscowość liczyła 1291 mieszkańców.